# Heinz Guderian
Heinz Wilhelm Guderian (n. 17 iunie 1888, Chełmno, Regatul Prusiei, Imperiul German – d. 14 mai 1954, Schwangau, Bavaria, Germania) a fost un general și teoretician militar al armatei germane a Germaniei Naziste în timpul celui de-al doilea război mondial, specialist în tancuri.
Panzerele au fost construite și au luptat conform lucrărilor lui, dintre care cea mai cunoscută este Achtung - Panzer! A deținut postul de comandant al Corpului Panzer, comandant al armatei Panzer, Inspector-General al Trupelor Blindate, și Șef al OKH. A avansat până la rangul de general (Generaloberst) sau general-colonel în iulie 1940. Deși nu a devenit niciodată Feldmareșal, Guderian este recunoscut ca unul din cei mai de seamă generali ai celui de-al doilea război mondial.

## Biografie
Guderian s-a născut la Kulm, Prusia Occidentală. Din 1901 până în 1907, Guderian a studiat la diverse școli militare. S-a înrolat în Armată în 1907 drept cadet în Jäger Bataillon Nr. 10. Tatăl lui era pe atunci comandantul batalionului. În 1911 Guderian s-a alăturat celui de-al treilea Telegraphen-Bataillon (Batalion fără-fir), Prussian Army Signal Corps. În Octombrie 1913 s-a căsătorit cu Margarethe Goerne, cu care a avut doi fii.
În timpul Primului război mondial, a servit ca ofițer de transmisiuni. După război, Guderian a rămas în armata germană (Reichswehr), redusă la 100.000 de oameni, unde s-a specializat în blindate. Vorbind cursiv engleză și franceză, a fost influențat de teoreticienii militari britanici J.F.C. Fuller și, în mai mică măsură, B.H. Liddell Hart, ca și de scrierile - pe atunci necunoscutului - Charles de Gaulle. Aceste lucrări au fost chiar traduse în germană de Guderian. Achtung - Panzer! a fost scrisă între 1936 - 1937 ca o explicație a teoriilor lui Guderian despre rolul tancurilor și avioanelor în războiul modern. Forțele Panzer pe care le-a creat au devenit punctul central al puterii armatei germane în al doilea război mondial, și au luptat conform cu ceea ce avea să fie cunoscut ca doctrina blitzkrieg. Până în ziua de azi, contribuțiile sale la tacticile cu arme combinate sunt studiate în școlile militare de elită ale Statelor Unite, West Point, și ale Marii Britanii, Sandhurst.
Ca și mulți profesioniști militari germani, lui Guderian îi displăceau naziștii și încercările acestora de a politiza armata. A fost iritat de edictul nazist care a interzis evreilor să facă parte din forțele armate și a încetat plata pensiilor veteranilor de război evrei, și s-a gândit să protesteze demisionând. Colegii săi militari și perspectivele unei cariere militare strălucite l-au făcut însă să se răzgândească.

## Al doilea război mondial

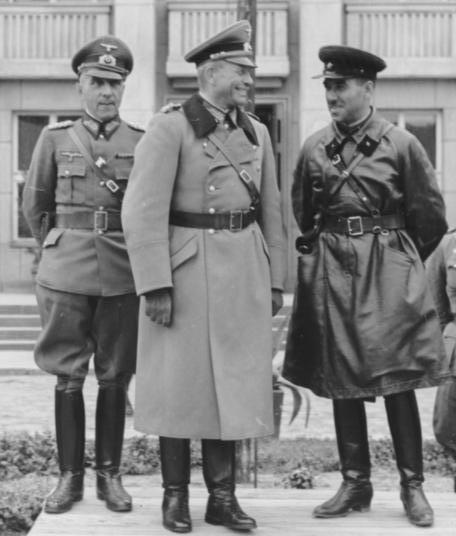
Heinz Guderian (în mijloc) cu kombrig-ul sovietic Simion Moiseevici Krivoșein la parada germano-sovietică din 22 septembrie 1939 de la Brest, în timpul Campaniei din Polonia

În cel de-al doilea război mondial, Guderian a fost mai întâi comandant al Armatei a XIX-a în timpul invaziei Poloniei și invaziei Franței. A condus personal atacul care a traversat Pădurea Ardeni, a trecut râul Meuse și a rupt liniile franceze la Sedan. Grupul de Panzere al lui Guderian a condus "cursa către mare" care a încercuit partea principală a armatelor Aliate. Campania Wehrmacht-ului în Vest și acțiunile lui Guderian pe acest front sunt excelent descrise în lucrarea lui Karl-Heinz Frieser, "Blitzkrieg-Legende. Der Westfeldzug 1940". Versiunea în limba română a acesteia a apărut la Editura Militară sub titlul Mitul Blitzkrieg-ului. Campania din Vest a Wehrmacht-ului. 1940 Arhivat în 1 octombrie 2013, la Wayback Machine..
În 1941 a comandat Grupul de Panzere Guderian în Operațiunea Barbarossa, invadarea de către Germania a Uniunii Sovietice, primind Crucea de cavaler cu Frunze de Stejar în luna iulie a aceluiași an. Din 5 octombrie 1941 a condus A doua armată Panzer. În timpul campaniei Barbarossa, a condus forțele Panzer în avansări rapide, conform cu doctrina Blitzkrieg și a fost poreclit de soldații săi "Schneller Heinz" (Heinz cel Rapid). Avangarda sa de blindate a capturat orașul Smolensk într-un timp remarcabil de scurt și era pregătită de asaltul final asupra Moscovei când i s-a ordonat să se îndrepte spre Kiev (vezi decizia Loetzen). I s-a luat comanda pe 25 decembrie 1941 pentru că a ordonat o retragere, în ciuda ordinului lui Adolf Hitler, și trecut în rezervă în Oberkommando des Heeres'.
După înfrângerea germană în Bătălia de la Stalingrad, Guderian a fost reactivat și pe 1 martie 1943 a devenit Inspector-General al Trupelor Blindate. Aici, responsabilitățile lui au fost supravegherea pregătirii, producției și utilizării forțelor Panzer germane. Pe 21 iulie 1944 a devenit Șef al OKH. Hitler l-a demis pe 28 martie 1945 după o ceartă pe tema unui contraatac eșuat al unui comandant militar, punând astfel punct unui lung șir de neînțelegeri între ei.
În ciuda protestelor guvernelor polonez și sovietic, Guderian nu a fost acuzat de nici o crimă de război la procesele de la Nürnberg, întrucât acțiunile și comportamentul său au fost cele ale unui soldat profesionist. Polonia a argumentat că la Bătălia de la Wizna, Guderian l-ar fi amenințat pe comandantul polonez Władysław Raginis cu împușcarea prizonierilor de război dacă acesta nu ar fi ordonat capitularea forțelor poloneze rămase. Unii istorici militari consideră aceasta o cacealma, dar polonezii nu sunt de acord. Guderian a acceptat de asemenea o proprietate în nou anexata regiune Warthegau (care devenise parte a Germaniei), în ceea ce fusese înainte Polonia. Proprietarii anteriori fuseseră evacuați. După retragerea sa în 1942, a primit un cadou în bani din partea lui Hitler.
Guderian s-a predat trupelor americane pe 10 mai 1945 și a rămas ca prizonier de război până în 1948 când a fost eliberat. A murit pe 14 mai 1954 în Germania de Vest.
Fiul lui Guderian, Heinz Günther Guderian a devenit General în Bundeswehr și NATO după război.

## Memorii
- Erinnerungen eines Soldaten (1950)

## Cărți scrise de Heinz Guderian
- Guderian, Heinz (1937). Achtung - Panzer (ed. republicare). Sterling Press. ISBN 0-304-35285-3. Guderian descrie ce ar face dacă ar fi la comanda forțelor germane de tancuri.
- Guderian, Heinz (1952). Panzer Leader. Da Capo Press republicare, 2001. New York: Da Capo Press. ISBN 0-306-81101-4. Guderian descrie cum a procedat când a fost la comanda forțelor germane de tancuri.